# Arnold Gartmann
Arnold Gartmann   (Sankt Moritz, 20 de novembre de 1904 - 4 de juny de 1980) va ser un pilot de bobsleigh i jugador d'hoquei sobre gel suís que va competir durant la dècada de 1930.
El 1936 va prendre part en els Jocs Olímpics de Garmisch-Partenkirchen, on guanyà la medalla d'or en la prova de bobs a 4 del programa de bobsleigh. Va fer equip amb Pierre Musy, Charles Bouvier i Joseph Beerli.
En el seu palmarès també destaca una medalla de plata al Campionat del Món de Bobsleigh de 1935.